# Populus euphratica
Il pioppo dell'Eufrate (Populus euphratica Oliv., 1897), noto anche come pioppo del deserto, è un albero della famiglia Salicaceae.

## Descrizione

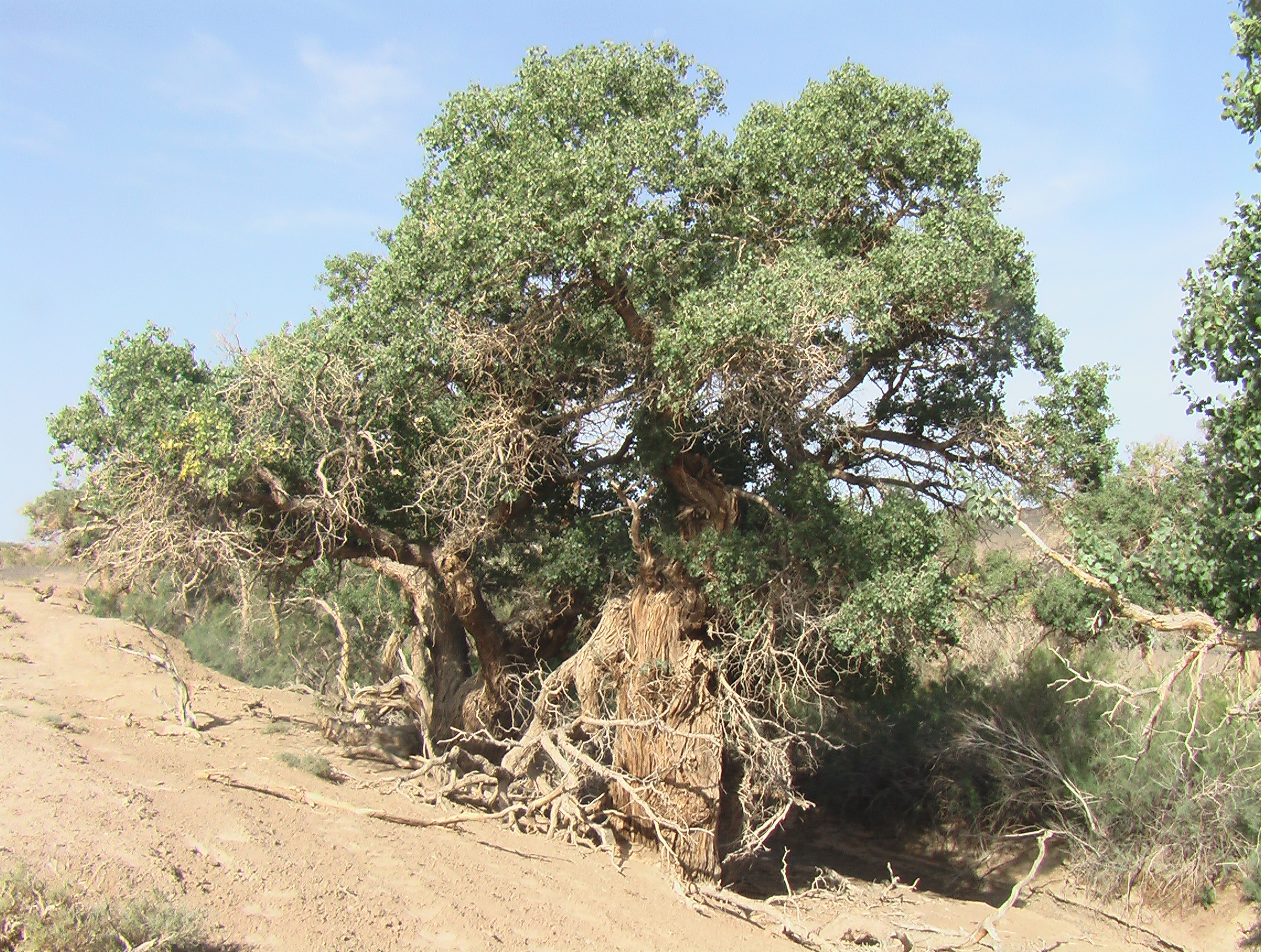
Un tugai nel deserto del Gobi.

Il pioppo dell'Eufrate è un albero deciduo di medie dimensioni che, dove le condizioni sono favorevoli, può raggiungere un'altezza di circa 15 m e una circonferenza del tronco di 2,5 m. Il tronco è generalmente contorto e forcuto; gli esemplari più vecchi presentano una corteccia spessa e ruvida color verde oliva. Nonostante l'alburno sia bianco, il durame è rosso, e scurisce fin quasi a divenire nero al centro del fusto. Le radici si espandono notevolmente in ampiezza, ma non in profondità. Le foglie hanno una forma altamente variabile. I fiori sono riuniti in amenti: quelli maschili sono lunghi 25–50 mm, quelli femminili 50–70 mm. I frutti sono costituiti da capsule di forma ovale-lanceolata, lunghe 7–12 mm, contenenti minuscoli semi avviluppati in peli sericei.

## Distribuzione e habitat
La specie occupa un areale molto vasto, e in natura è presente dal Nordafrica, attraverso il Medio Oriente e l'Asia centrale, fino alla Cina occidentale. 
Può essere trovato in foreste di latifoglie e foreste miste temperate secche e in foreste aride di latifoglie subtropicali fino a 4000 m di altitudine. Assieme a salici, tamerici e gelsi, forma i fitti boschetti noti come tugai, gli ecosistemi propri delle pianure alluvionali che si sviluppano lungo le vallate fluviali in regioni aride e semi-aride. Cresce bene su terreni inondati stagionalmente e tollera acqua salata e salmastra. Venendo abbattute per ricavare legna da ardere, le foreste di pioppo dell'Eufrate sono ormai in gran parte scomparse o frammentate su gran parte del suo areale originario.

## Usi
La specie è utilizzata in agroforestazione per ricavare foglie da usare come mangime per il bestiame, legname e, eventualmente, fibre per la fabbricazione della carta. Viene anche impiegata in programmi di rimboschimento sui suoli salini delle regioni desertiche, nonché per creare frangivento e contrastare l'erosione. La corteccia, inoltre, avrebbe proprietà antielmintiche.